# Artūrs Toms Plešs

Artūrs Toms Plešs (2018)

Artūrs Toms Plešs (* 4. Januar 1992 in Bauska) ist ein lettischer Politiker der Latvijas attīstībai. Von 2020 bis 2022 war er Minister für Umweltschutz und Regionalentwicklung der Republik Lettland. Seit Mai 2021 ist er zudem einer der drei Co-Vorsitzenden seiner Partei.

## Leben
Artūrs Toms Plešs wurde 1992 im gerade wieder unabhängig gewordenen Lettland geboren. Nach dem Abitur im Jahr 2011 studierte er an der Technischen Universität Riga. Nach einem Auslandssemester an der DTU in Kopenhagen im Jahr 2014 beendete er 2016 sein Studium in Riga mit einem Master-Abschluss im Bereich der Wirtschaftsingenieurwissenschaften.

### Politik
Artūrs Toms Plešs trat der liberalen Partei Latvijas attīstībai (LA) bei, deren Vorstand er seit 2016 angehört.
Bei der Parlamentswahl in Lettland 2018 gelang ihm als Vertreter des liberalen Parteienbündnisses Attīstībai/Par! (AP!), dem die LA angehört, der Einzug in die Saeima, das lettische Parlament. Nach dem Rücktritt von Juris Pūce wurde er von seiner Partei als neuer Minister für Umweltschutz und Regionalentwicklung nominiert. Plešs ist der erste Ressortchef, der nicht mehr in der Sowjetunion, sondern im unabhängigen Lettland geboren wurde. Bei seiner Ernennung am 17. Dezember 2020 war er der jüngste Minister im Kabinett Kariņš I und insgesamt einer der drei jüngsten in der Geschichte Lettlands.